# Висаитов, Сакка Висаитович
Сакка (Сакко) Висаитович Висаитов (14 марта 1906, Шатой — 1980) — кавалерист, гвардии майор, участник советско-финляндской, Великой Отечественной и советско-японской войн, участник Парада Победы. Трижды представлялся к званию Героя Советского Союза.

## Биография
1 октября 1928 года начал службу в РККА добровольцем. Обучался в полковой школе 82-го стрелкового полка, дислоцированного в Грозном, а затем — в кавалерийской школе Краснодара. После обучения был назначен командиром взвода Чечено-Ингушского кавалерийского эскадрона, а впоследствии — командиром взвода полковой школы. За успехи в подготовке войск Северо-Кавказского военного округа в 1936 году ЦИК Союза ССР в числе других офицеров наградил Висаитова (на тот момент лейтенанта) орденом «Знак Почёта».
Участник Великой Отечественной войны с первых её дней. На момент начала боевых действий был начальником разведотдела 25-й танковой дивизии 10-й танковой армии в Западной Белоруссии. В течение трёх дней дивизия вела оборонительные бои, прикрывая отход советских войск на новые оборонительные рубежи. За отличие в этих боях Висаитов был награждён орденом Красной Звезды. В июле 1941 года участвовал в боях у Ельни, на реке Березине. За мужество, проявленное в боях за взятие Ельни был награждён орденом Красного Знамени.
Во время Тульской оборонительной операции мотострелковый батальон Висаитова действовал совместно с Тульским рабочим батальоном. В ходе этих боёв бойцами Висаитова были взяты в плен 450 фашистов, захвачено 4 миномёта, 7 орудий и 43 автомобиля.
В составе 10-й танковой армии под командованием генерала Ивана Сусайкова воевал в районе Ясной Поляны. В одном из боёв подразделение Висаитова в течение трёх часов сдерживало атаку 24 танков вермахта в сопровождении батальона пехоты. В результате сражения были уничтожены 7 танков противника и до 70 солдат и офицеров. В этом бою Висаитов был тяжело ранен, но через три месяца вернулся в строй. Участвовал в обороне Москвы.
В 1942 году был назначен комендантом штаба ПВО Закавказского фронта. В этой должности он обеспечивал противовоздушную оборону в районах Кропоткина и Армавира. В том же году Висаитов принял командование отдельным чеченским кавалерийским дивизионом из 1800 добровольцев, действовавшим на южном направлении. Дивизиону была поручена борьба с передовыми частями противника, ликвидация его разведывательных групп, разведка, захват языков. Эта деятельность осуществлялась в полосе фронта шириной 250 км от Каспия до предгорий Кавказа. Только орденами Красного Знамени были награждены больше ста воинов дивизиона. Затем Висаитов был направлен на годичные курсы в академию имени Фрунзе, которые успешно окончил весной 1944 года.
После окончания курсов Висаитов был назначен старшим помощником начальника оперативного отдела Первой конно-механизированной группы 2-го Украинского фронта. В этой должности Висаитов оставался до окончания Великой Отечественной войны, сражался на Будапештском направлении, освобождал Чехословакию. За отвагу, проявленную в боях за освобождение Чехословакии был представлен к званию Героя Советского Союза. Но, как представителю депортированного народа, ему заменили награду на орден Отечественной войны 1-й степени.
Был единственным чеченцем, участвовавшим в Параде Победы.
Участвовал в советско-японской войне в должности командира кавалерийского полка. Полк принимал участие в освобождении главных городов Маньчжурии. За участие в боях против Японии маршал Чойбалсан наградил Висаитова монгольским орденом Красного Знамени.

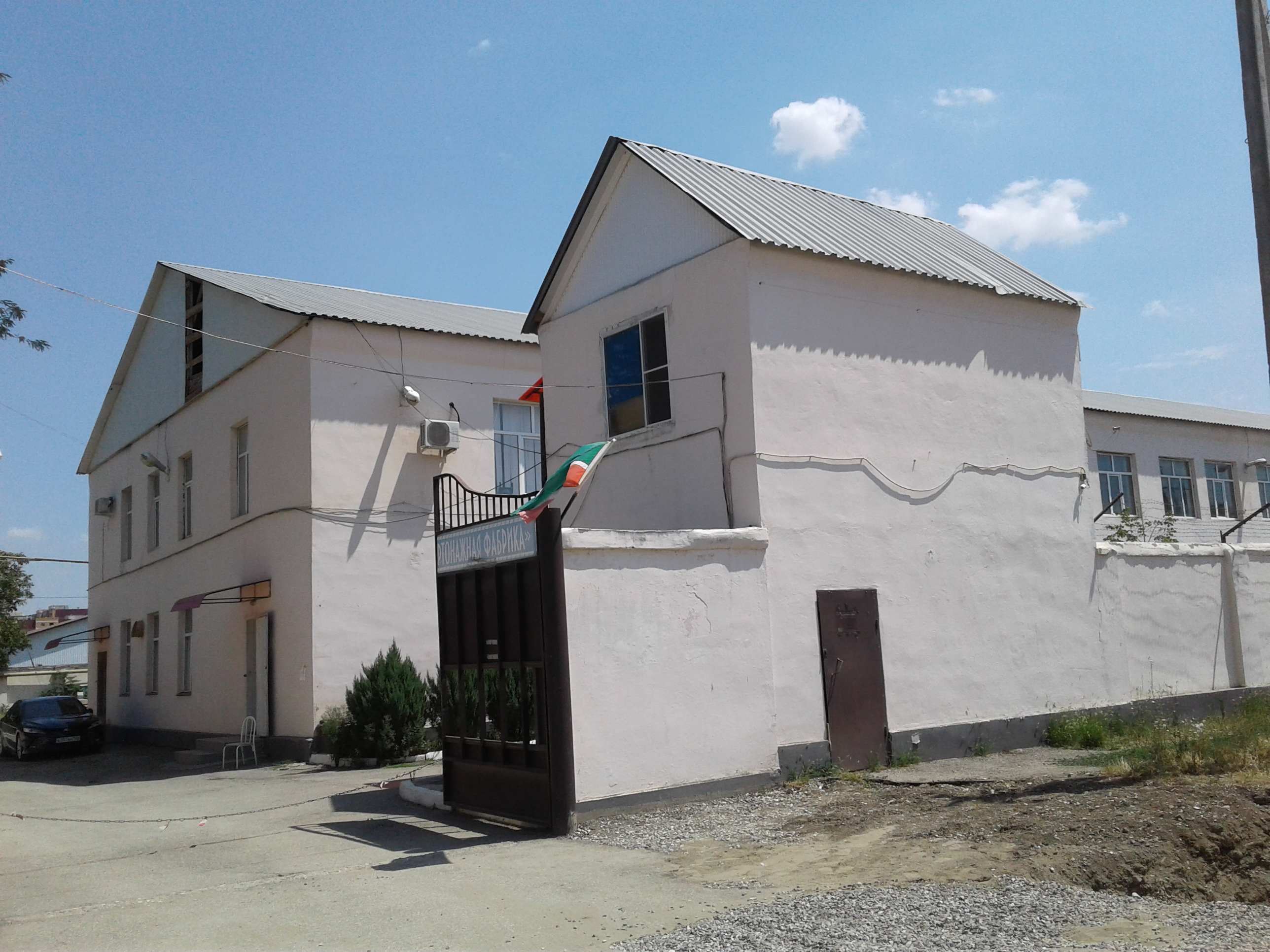
Картонажная фабрика в Грозном, директором которой был Сакка Висаитов.

Висаитов оставил службу 12 февраля 1946 года и выехал в Казахстан. Долго искал своих родных, оказавшихся в депортации. В 1957 году, после восстановления Чечено-Ингушской АССР, с семьёй вернулся на Родину и был назначен директором картонажной фабрики в Грозном. В 1980 году скончался после тяжёлой болезни. В 1990 году его именем была названа одна из улиц Грозного (бывшая улица Михайлика).

## Награды
- Орден «Знак Почёта» (1936)[5];
- Орден Отечественной войны I степени (14 мая 1945)[6];
- Орден Красной Звезды (6 ноября 1945)[7];
- Орден Красного Знамени (11 сентября 1945)[8];
- Медаль «За отвагу» (1943)[9];
- Медаль «За оборону Кавказа»[10];
- Медаль «За оборону Москвы».

### на русском языке
- Алиев Тамерлан. Боевой командир Сакка Висаитов // Объединённая газета. — 2005. — № 24 (15 ноября).
- Алиев Тимур. Боевой командир Сакка Висаитов // Ламан аз. — 2010. — № 49—57 (2 декабря).
- Джантаев Хасан. Ещё одно имя героя // Аргун. — 2018. — № 29 (7 мая).
- Касумова Хеди. На парад… вместо звезды Героя // Грозненский рабочий. — 2010. — № 18 (13 мая).
- Малаев Авхан. Герои известные и неизвестные // Объединённая газета. — 2004. — № 35 (7 мая).
- Магамадов С. С. Висаитов Сакка Висаитович  (1906-1980) // Исторические личности Чечни (XI–XXI вв.). Политические и общественные деятели. / Авт. – коллектив авт. Сост.: Гапуров Ш.А., Магамадов С.С.) / Под ред. Ш.А. Гапурова, С.С. Магамадова. — Грозный: АО «Издательско-полиграфический комплекс «Грозненский рабочий», 2020. — Т. I.  кн. I.. — С. 673—676. — 720 с. — ISBN 978-5-4314-0422-1.

### на чеченском языке
- Газиева Аза. Дог майра тIемало Висаитов Сакка // Ламанан аз. — 2020. — № 7 (20 февраля).
- Арапханова А. Даймехкан бIаьхьо // Даймохк. — 2020. — № 22 (5 мая).